# All White
«All White» es una composición instrumental del grupo inglés de jazz fusion Soft Machine. Compuesta por el tecladista Mike Ratledge, es la primera canción del álbum Fifth (1971). Una versión en vivo se incluyó en Six al año siguiente.

## Personal
- Elton Dean – Saxofón
- Hugh Hopper – bajo
- Mike Ratledge – (Lowrey) órgano, (Fender Rhodes) piano eléctrico
- Phil Howard – batería